# Pere Cavallé Llagostera
Pere Cavallé Llagostera   (Reus, 19 d'abril de 1880 - Reus, 9 de juny de 1939) fou un periodista, dramaturg i polític català.
Segons Magí Sunyer, amb Pere Cavallé «podríem recórrer l'evolució de quaranta anys de vida cultural reusenca». Formà part del Grup Modernista de Reus, on va ingressar a la primeria de 1898. Va ser l'únic membre de la Colla de ca l'Aladern que es va quedar al lloc de naixença després de la dispersió del grup. Fundà i dirigí els periòdics reusencs Lo Ventall i Lo Lliri i quan aquest va desaparèixer, publicà La Palma, sota l'aixopluc d'aquesta societat. Redactor en cap del diari Lo Somatent, col·laborà també a la Revista del Centre de Lectura per la seva estreta i continuada relació amb l'entitat. Va ser president del Centre de Lectura de l'any 1915 al 1922. En els primers temps del diari Foment en va ser redactor en cap i un dels més freqüents col·laboradors i editorialista. Hi tractava temes d'ideologia i de política catalana. El 1922 va ser un dels fundadors de l'Associació de la Premsa de Reus. Va ser un dels fundadors de la Secció Excursionista del Centre de Lectura l'any 1901, i va ocupar el càrrec de secretari de la secció. Va publicar el 1902 una sèrie de treballs a la Revista del Centre de Lectura sobre les seves excursions: com ara «Excursió a Montserrat» i «Excursió al Monestir de Santes Creus», on, a banda de descripcions històriques, indicava els itineraris. La Revista els va publicar en forma de fulletons perquè poguessin ser aprofitats com a guies excursionistes.

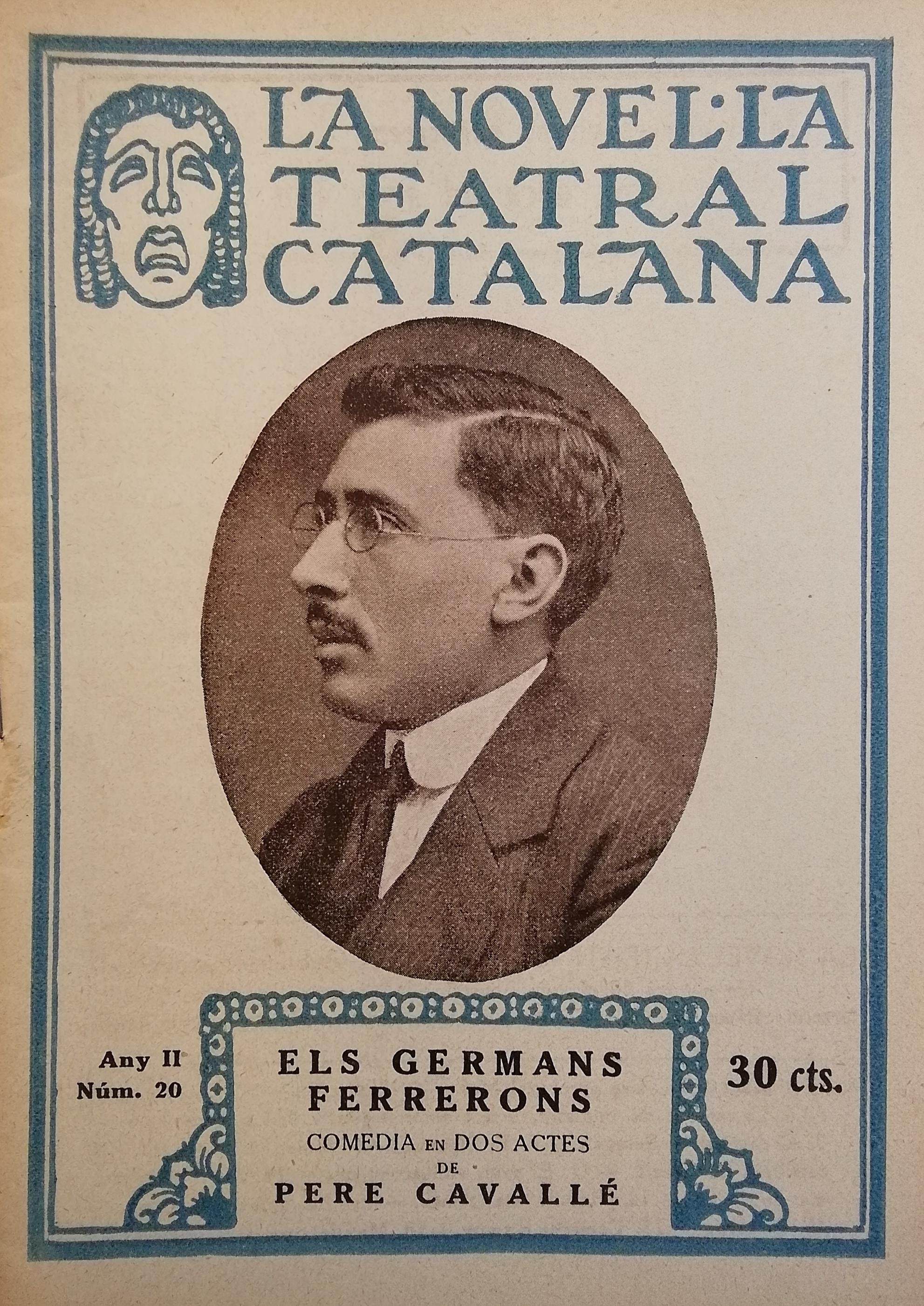
Els Germans Ferrerons, comèdia en dos actes de Pere Cavallé, publicada a Barcelona per La Novel·la Teatral Catalana l'any 1919

El seu teatre, inicialment amb temes típics d'estètica modernista, se centrà després en l'estudi de la menestralia. Destaquen Sagetes d'or (Reus, 1898), Justícia de la Terra (Reus, 1898), La Cegueta (Reus, 1900), "Flor boscana" [manuscrit 1903], "Promesa d'amor" [manuscrit 1898], Aubada i Posta (Reus, 1906), Els Mesquins (Reus, 1914), La Gàbia [manuscrit] i Brossa, (Reus, 1910). La seva amistat amb Ignasi Iglesias li va permetre representar a Barcelona bona part de la seva producció teatral. Va escriure també sota el pseudònim de Claudi Montanya. Algunes de les seves obres fan marcada referència a Reus com "A Reus… enganxen" [manuscrit], o Un Ganxet, i la poesia El Campanar de Reus.
Va militar a la Lliga Catalanista i va promoure, arran d'una conferència de Martí i Julià, la fusió d'aquesta entitat amb la Unió Catalanista. El 1909 va ser elegit regidor i fou el primer representant electe del nacionalisme republicà. President del Centre de Lectura de Reus (1915-1922), va adquirir i remodelar l'edifici social, amb el mecenatge d'Evarist Fàbregas. Va ser promotor del Foment Nacionalista Republicà. Fou comissari de la Generalitat a Tarragona durant la República (1932-1934) i com a tal assistí a la sessió d'obertura del Parlament de Catalunya. Va morir el 1939. Té un carrer dedicat a la seva ciutat natal.

## Fons personal
El "Fons personal de Pere Cavallé Llagostera", que conté manuscrits i mecanoscrits d'obra pròpia i correspondència del periodista, dramaturg i polític català es troba en possessió de la Biblioteca del Centre de Lectura i catalogat al Catàleg Col·lectiu de les Universitats de Catalunya per la mateixa entitat.